# Phyllanthus parangoyensis
Phyllanthus parangoyensis är en emblikaväxtart som beskrevs av Maurice Schmid. Phyllanthus parangoyensis ingår i släktet Phyllanthus och familjen emblikaväxter. Inga underarter finns listade i Catalogue of Life.